# Wallace Prescott Rowe
Wallace Prescott Rowe (Baltimore, 20 de fevereiro de 1926 – Baltimore, 4 de julho de 1983) foi um virologista e pesquisador do câncer estadunidense. Foi diretor do Laboratório de Doenças Viroidais do Instituto Nacional de Alergia e Doenças Infecciosas em Bethesda (Maryland).
Recebeu em 1976 o Prêmio Selman A. Waksman de Microbiologia, em 1979 o Prêmio Paul Ehrlich e Ludwig Darmstaedter e em 1981 o Prêmio Alfred P. Sloan Jr.. Em 1975 foi eleito membro da Academia Nacional de Ciências dos Estados Unidos.